# 一色政照
一色 政照（いっしき まさてる）は、室町時代の武将。
以下の記述は一色持範の子である一色七郎政照と三河国で活躍した一色七郎を同一人物と考えるが、同時期に京都で将軍近習として仕えながら地方で守護代（郡代）を務めるのは考えにくいとして、同じ通称の別人とする見方もある。これにしたがえば、三河で活躍した一色七郎は系譜・実名不明の一色氏一族となる。
なお、将軍近習であった一色七郎については、父・上杉禅秀の反乱によって京都に逃れていた犬懸上杉家の上杉教朝の子・七郎が足利義政の命令によって一色義直もしくは一色持範の形式的な養子として一色 政煕（いっしき まさひろ）と称したとする研究もあり、一色政具は政熈の実子としている（天文年間に書かれた『御対面次第』という故実書には、一色晴具の祖父は元は上杉氏であったが一色の名字を与えられたとある）。なお、こちらの七郎政熈は将軍家御部屋衆として、兄弟である堀越公方家臣上杉政憲と共に文明14年（1482年）に行われた都鄙和睦の仲介役を務め、その後延徳2年（1490年）の足利義政死去時に健在であることが確認されるため（『蔭涼軒日録』延徳2年4月5日条）、本項の七郎政照とは別人である。

## 生涯

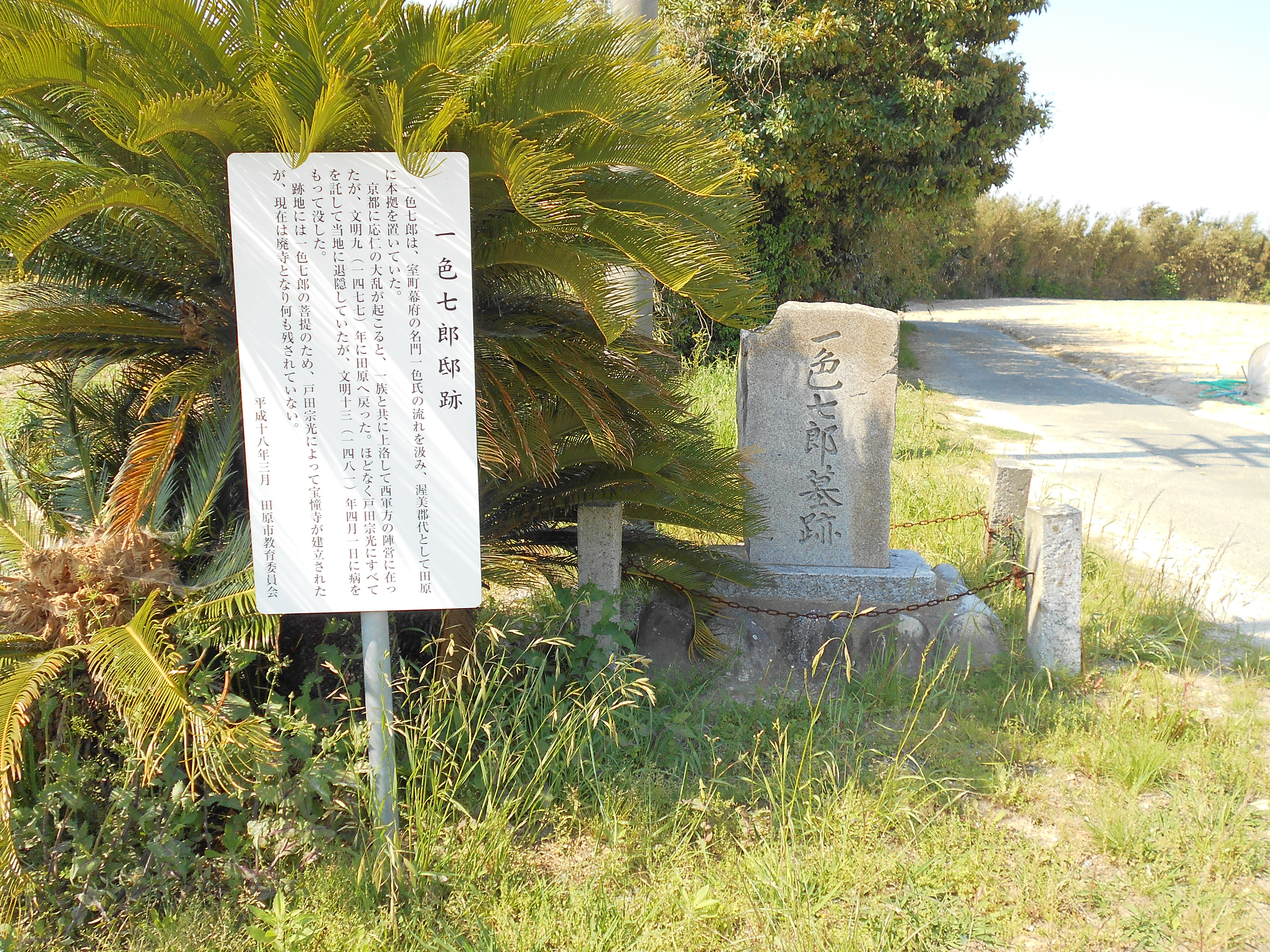
一色政照が退隠した邸宅「一色屋敷」の跡。
政照の没後に建てられた宝憧寺も廃寺となり、往時を偲ばせるものは何もない（田原市大草町、2016年4月）

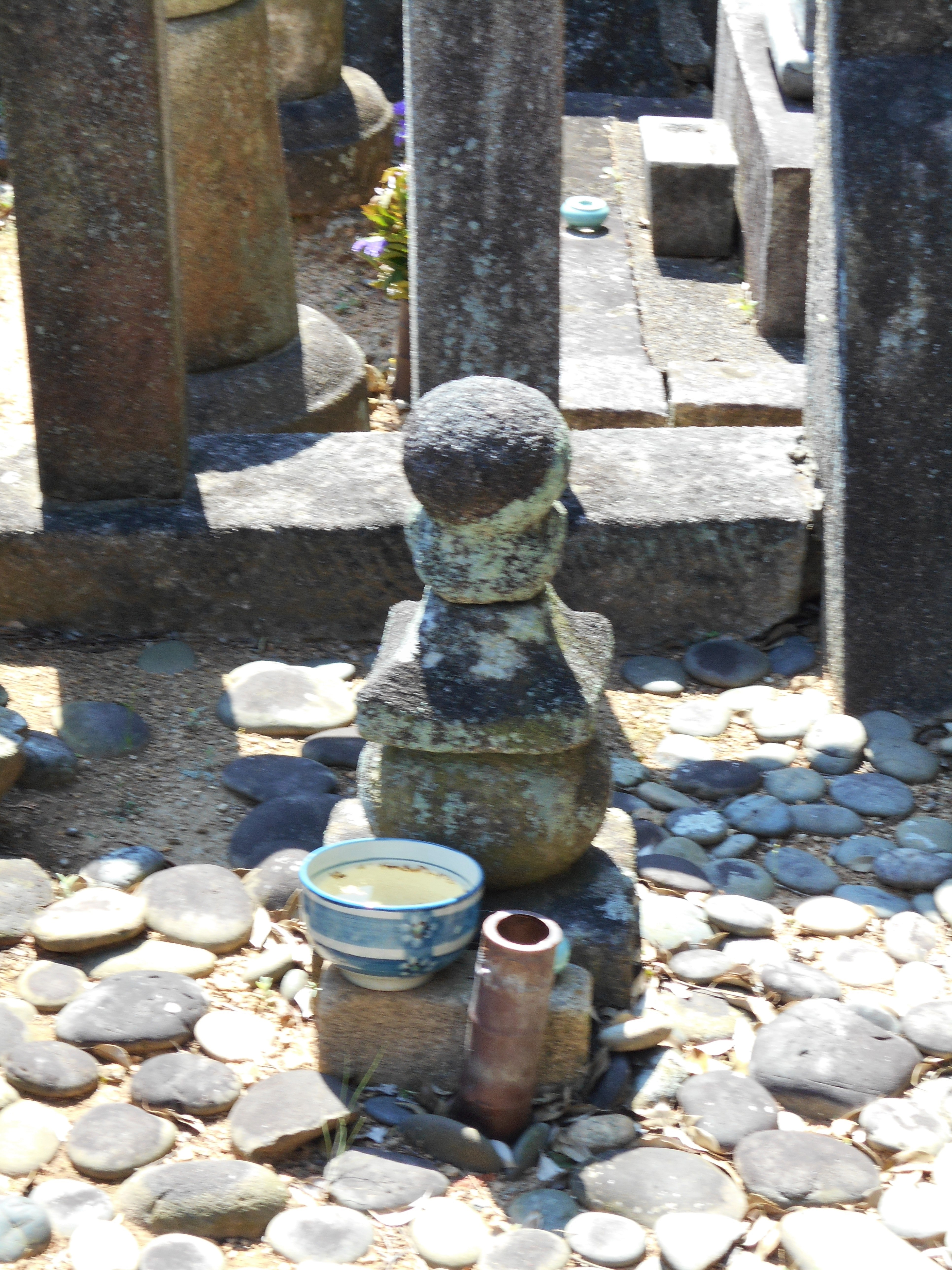
長興寺にある一色政照の墓（田原市大久保町、2016年4月）

元服時には8代将軍足利義政より偏諱を受け、政照を名乗る。一色範光から義貫（持範の弟で一色氏の家督を継承）まで4代60年の間、一色氏が守護職を務めてきた三河国は、6代将軍足利義教（義政の父）による義貫の誅殺後、守護職を細川氏に奪われ、一色氏はその奪還を悲願としていた。国人も長年の支配により一色氏の被官となった者が多く、細川持常が守護となった直後の嘉吉元年（1441年）秋、土一揆により守護代が追放される事件が起こっている。
義貫の嫡男義直は家督を継ぐと、丹後国に加え伊勢国半国の守護職を手に入れ、さらに三河・渥美郡（現愛知県豊橋市南部および田原市全域）を奪い返し、三河分郡守護となった。義直の従兄弟だった政照はその渥美郡へ分郡守護代（郡代）として入部、田原を拠点としたという。
長禄4年（1460年）8月、渥美郡赤羽根郷（田原市赤羽根町周辺か）の浜に遭難船が流れ着いたが、政照は船の積荷を掠奪しようと手勢を率いて向かった。当時、赤羽根郷は相国寺塔頭鹿苑院の領地でその役所も存在したが、政照の手勢は役所に放火、散々に乱暴をした上、積荷を奪い引き揚げた。鹿苑院の訴えでこの事件は幕府でも問題になったが、政照は幕府からの積荷返還命令を無視したため、幕府は命令の履行を再度命じている。
応仁元年（1467年）、応仁の乱が起こると政照は渥美郡の軍勢を率いて上洛し、西軍に属して戦った。しかし、一色軍の留守中、渥美郡には東軍である伊勢氏被官の戸田宗光が進出、一帯を押さえてしまった。
文明9年（1477年）頃に政照は田原に帰還するが、戸田氏の勢いを見て争わず和解の道を選ぶ。宗光を猶子分とし、大草村（田原市大草町）に新たに邸宅を構え退隠。文明13年（1481年）4月1日病死した。
政照の没後、大草村の邸宅は宗光によって宝憧寺が建立され、境内に政照の墓が建てられた。宝憧寺が昭和29年（1954年）に廃寺となった後も政照の墓は残されたが、区画整理のため昭和40年（1965年）に戸田氏の菩提寺である長興寺（田原市大久保町）に改葬された。